# Vuomejaure
Vuomejaure eller Vuomajávrrie är en sjö i Sorsele kommun i Lappland och ingår i Umeälvens huvudavrinningsområde. Sjön har en area på 0,233 kvadratkilometer och ligger 816,2 meter över havet. Vuomejaure ligger i Vindelfjällen Natura 2000-område. Sjön avvattnas av vattendraget Vuomejukke. Kungsleden passerar en knapp kilometer från sjön.

## Delavrinningsområde
Vuomejaure ingår i det delavrinningsområde (731383-150395) som SMHI kallar för Ovan 731260-150120. Medelhöjden är 887 meter över havet och ytan är 13,44 kvadratkilometer. Det finns inga avrinningsområden uppströms utan avrinningsområdet är högsta punkten. Vuomejukke som avvattnar avrinningsområdet har biflödesordning 4, vilket innebär att vattnet flödar genom totalt 4 vattendrag innan det når havet efter 435 kilometer. Avrinningsområdet består mestadels av kalfjäll (98 procent). Avrinningsområdet har 0,23 kvadratkilometer vattenytor vilket ger det en sjöprocent på 1,7 procent.